# Votomita ventuarensis
Votomita ventuarensis là một loài thực vật có hoa trong họ Mua. Loài này được Morley miêu tả khoa học đầu tiên năm 1999.